# Among the Japanese
Among the Japanese è un cortometraggio muto del 1911. Il nome del regista non viene riportato.

## Produzione
Il film, un documentario, fu prodotto dalla Selig Polyscope Company

## Distribuzione
Distribuito dalla General Film Company, uscì nelle sale cinematografiche statunitensi il 28 agosto 1911. Nelle proiezioni, veniva programmato con il sistema dello split reel, accorpato in un'unica bobina con un altro cortometraggio.